# Loigolactobacillus
Loigolactobacillus — рід молочнокислих бактерій родини Lactobacillaceae. Виділений у 2020 році з роду Lactobacillus. Містить 7 видів.

## Етимологія
Назва роду походить з латинського loigos — «хаос», «руйнування», та роду Lactobacillus. Назву можна довільно перекласти як «молочнокисла бактерія з рідини», оскільки більшість видів роду беруть участь у псуванні продуктів, зокрема у процесах квашення і бродіння.

## Види
- Loigolactobacillus backii (Tohno et al. 2013) Zheng et al. 2020
- Loigolactobacillus bifermentans (Kandler et al. 1983) Zheng et al. 2020
- Loigolactobacillus binensis (Long et al. 2020) Zheng et al. 2020
- Loigolactobacillus coryniformis (Abo-Elnaga and Kandler 1965) Zheng et al. 2020
- Loigolactobacillus iwatensis (Tohno et al. 2013) Zheng et al. 2020
- Loigolactobacillus jiayinensis (Long and Gu 2019) Zheng et al. 2020
- Loigolactobacillus rennini (Chenoll et al. 2006) Zheng et al. 2020
- Loigolactobacillus zhaoyuanensis (Long and Gu 2019) Zheng et al. 2020